# Dixie Dunbar
Christina Elizabeth "Dixie" Dunbar (19 de enero de 1919-29 de agosto de 1991) fue una cantante, actriz de cine, y bailarina estadounidense.
Nacida en Montgomery, Alabama, Dunbar creció en Atlanta, Georgia. Comenzó a estudiar danza cuando era niña y llegó a cantar y bailar en clubes nocturnos.
En 1934, fue la pareja de baile de Ray Bolger en la revista Life Begins at 8:40, que se representó en Boston. También actuó en ese espectáculo en Broadway en 1934-35 y en las producciones de Broadway de Yokel Boy (1939-40) y George White's Scandals (1934).
Dunbar también hizo su primera aparición en el cine en George White's Scandals (1934). Durante la década de 1930 apareció en varias películas de Twentieth Century Fox, incluyendo dos películas de Jones Family.[cita requerida]
Tras haber dejado Broadway y el cine, volvió a actuar en los clubes nocturnos, donde actuó durante un tiempo antes de retirarse.

## Filmografía seleccionada
- George While's Scandal (1934)
- Educating Father (1936)
- Sing, Baby, Sing (1936)
- One in a Million (1936)
- King of Burlesque (1936)
- Girls' Dormitory (1936)
- Pigskin Parade (1936)
- Sing and Be Happy (1937)
- Walking Down Broadway (1938)
- Rebecca of Sunnybrook Farm (1938)
- Alexander's Ragtime Band (1938)